# Kryptozoologia
Kryptozoologia (z gr. kryptos „ukryty”, zoon „zwierzę” i logos „nauka”) – kontrowersyjna gałąź zoologii, będąca dziedziną pseudonauki zajmującą się zwierzętami, których istnienie powszechnie jest odrzucane ze względu na brak wiarygodnych, naukowych dowodów. Zwierzęta te występują w podaniach, legendach i relacjach świadków. Pomysł nazwy tego kierunku badań jest zwykle przypisywany zoologowi Bernardowi Heuvelmansowi, który zaproponował ten termin w wydanej w 1955 roku książce On the Track of Unknown Animals (Na tropie nieznanych zwierząt). Sam Heuvelmans twierdził jednak, że oryginalnym twórcą terminu jest Anthonid Cornelis Oudemans, który w 1892 roku użył go w swojej pracy pt. The Great Sea Serpent.
Heuvelmans argumentował, że kryptozoologia powinna posługiwać się zwykłą metodą naukową w dostarczaniu dowodów na istnienie „kryptozwierząt”, ale równocześnie powinna nie ograniczać się w swoich poszukiwaniach do badań terenowych, lecz także analizować legendy, mity, podania, relacje przypadkowych świadków, ze względu na to, że mogą one zawierać elementy prawdy.
Zoolodzy twierdzą, że od dawna tak czynią – gromadząc wszelkie dane, które mogą naprowadzić na odkrycie nowego gatunku. Różnica między zoologią a kryptozoologią polega w zasadzie na tym, że ta druga uznaje często pseudodowody na istnienie kryptyd (np.: niewyraźne zdjęcia, ślady na ziemi, resztki sierści innych zwierząt), które przez zoologię są odrzucane jako nie dość przekonujące.
Specyficznymi kategoriami w obrębie kryptozwierząt (tzw. kryptyd) są domniemane reliktowe hominidy.

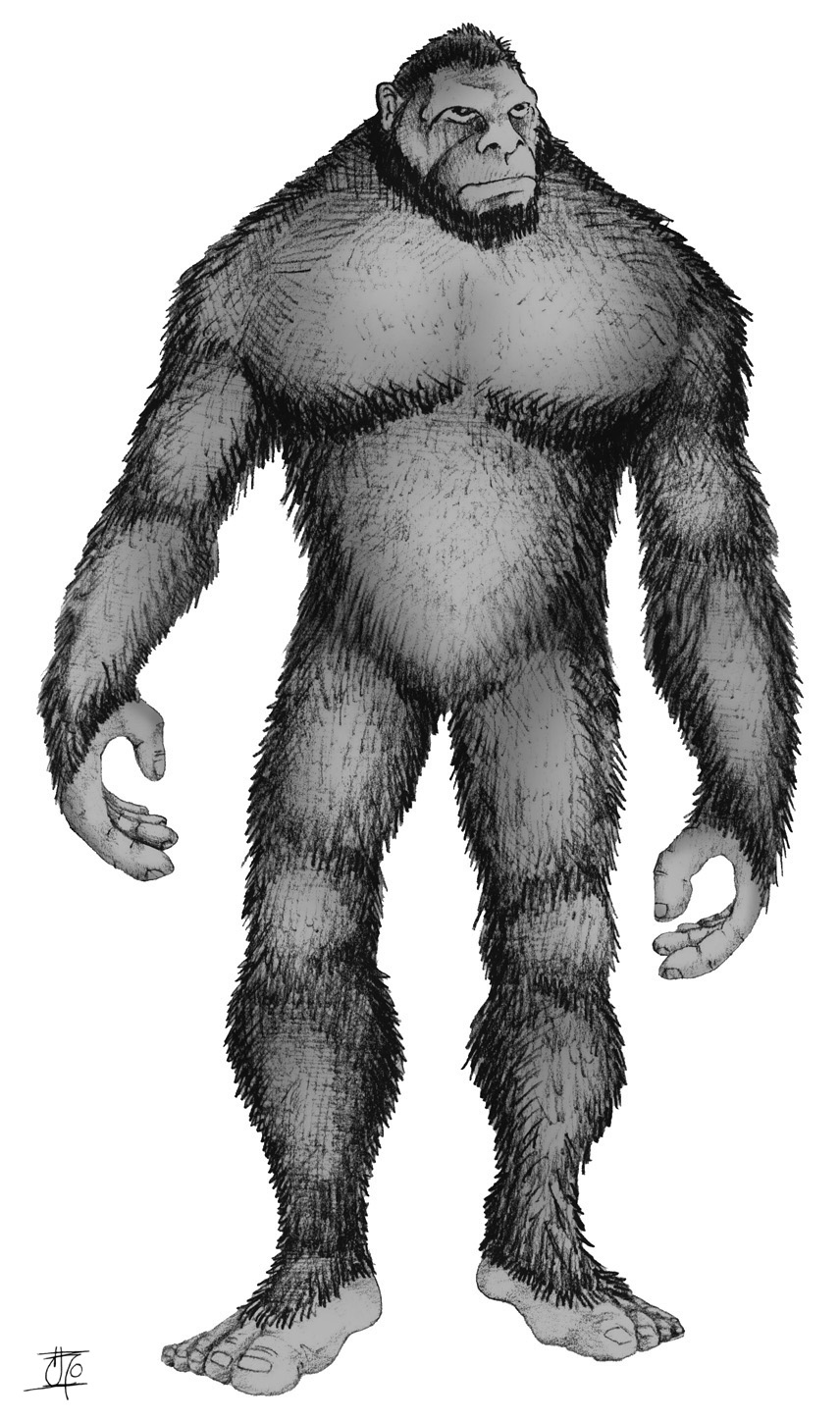
Wielka Stopa
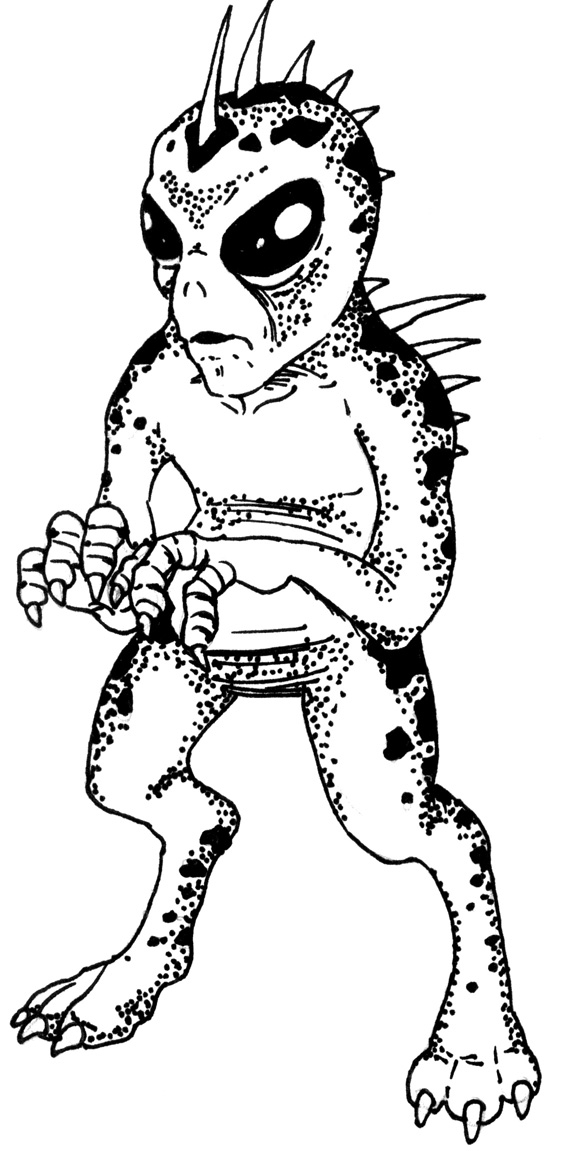
Chupacabra
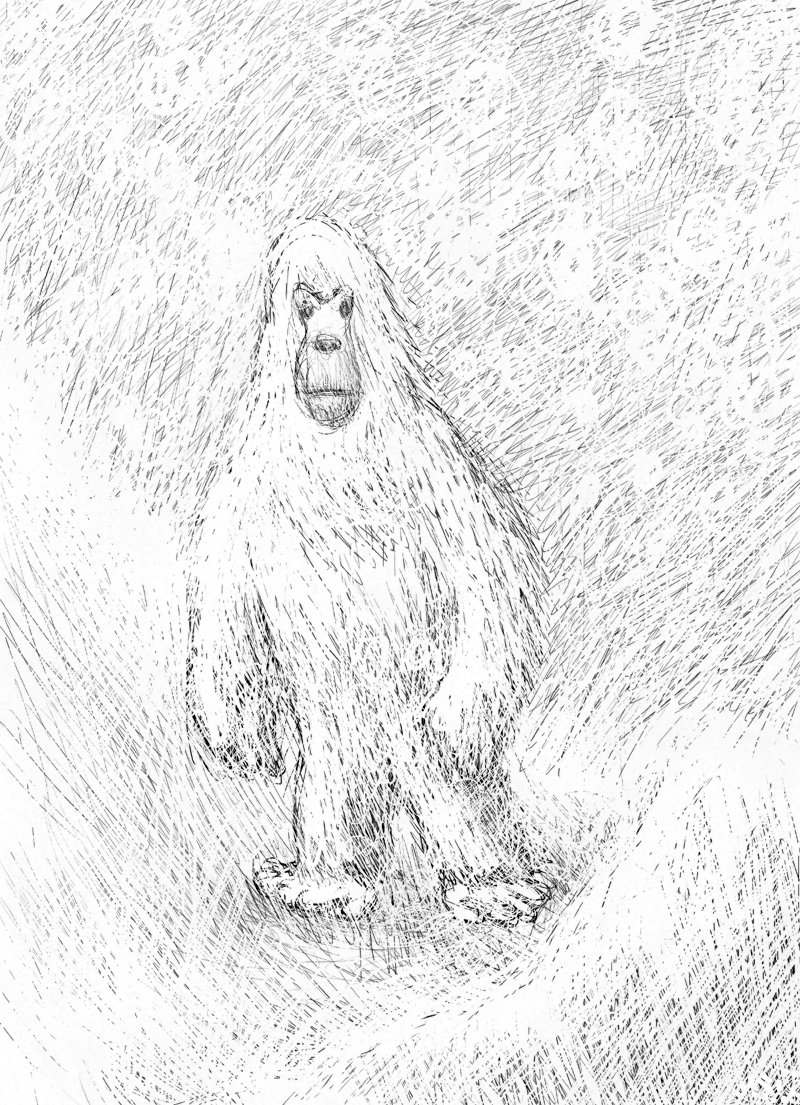
Yeti